# Saint-Georges (Lot e Garonna)
Saint-Georges è un comune francese di 545 abitanti situato nel dipartimento del Lot e Garonna nella regione della Nuova Aquitania.

## Società

### Evoluzione demografica
Abitanti censiti